# USNS Range Tracker (T-AGM-1)
El USNS Range Tracker (T-AGM-1/T-AG-160) fue un buque auxiliar de la clase Victory del tipo AGM (missile range instrumentation ship) de la Armada de los Estados Unidos. Fue el primer buque de la clase Range Tracker y sirvió en la marina de guerra de 1960 a 1969.
Fue originalmente construido como buque Victory en 1945 y fue llamado Skidmore Victory. Adquirido por la Armada, fue convertido en missile range instrumentation ship. Luego de su retiro fue al desguace.